# Caenolestes fuliginosus
Caenolestes fuliginosus é uma espécie de marsupial da família Caenolestidae. Pode ser encontrado no Equador, oeste e norte da Colômbia e oeste da Venezuela.